# Stine Andersen (håndboldspiller)
|  | Der er flere personer med dette navn, se Stine Andersen (forfatter) og Stine Andersen. |
Stine Andersen (født 25. marts 1993 i Stige. Odense) er en dansk tidligere håndboldspiller, der spillede for Viborg HK fra 2018 indtil hendes karrierestop i 2022.
Før Viborg spillede hun for TTH Holstebro fra 2012 til 2018.
Hun har op til flere U-landsholdskampe på CV'et, og har spillet 2 kampe for det danske A-landshold.